# روجر هاغبيرغ
روجر هاغبيرغ (بالإنجليزية: Roger Hagberg)‏ هو لاعب كرة قدم أمريكية ولاعب كرة قدم كندية أمريكي، ولد في 28 فبراير 1939 في وينيباغو في الولايات المتحدة، وتوفي في 15 أبريل 1970 في لافاييتي في الولايات المتحدة بسبب حادث مرور.